# On the Way to Wonderland
On the Way to Wonderland (englisch für Auf dem Weg ins Wunderland) ist das Debütalbum der finnischen Pop-Rock-Band Sunrise Avenue, das im Mai 2006 erschien. 

## Entstehung und Veröffentlichung
Nachdem Sunrise Avenue im Sommer 2005 einen Vertrag bei Bonnier Amigo Music Group für den finnischen Markt unterschrieben hatte, begann die Band, an ihrem ersten Studioalbum zu arbeiten. Die Aufnahmen begannen im März 2005 und fanden in den Mango Studios im südfinnischen Porvoo statt. Abgemischt wurde es in den Stockholmer Cutting Room Studios.
Die Erstveröffentlichung von On the Way to Wonderland erfolgte am 31. Mai 2006 bei Bonnier Amigo Music in Finnland (Katalognummer: 334 80573). In den folgenden Monaten erschien das Album in weiteren Ländern bei Capitol Records, so unter anderem am 24. August 2006 in Deutschland. Am 29. November 2006 erschien die sogenannte „Gold Edition“ mit vier Bonustitel, darunter je zwei Akustikaufnahmen und Remixe.
Geschrieben wurden die Lieder von den Sunrise-Avenue-Mitglieder, in verschiedenen Konstellationen, wobei lediglich Frontmann Samu Haber am Schreibprozess aller Lieder beteiligt ist. Für die Produktion zeichnete Jukka Backlund verantwortlich.

## Titelliste
1. Choose to Be Me – 4:11
2. Forever Yours – 3:22
3. All Because of You – 3:48
4. Fairytale Gone Bad – 3:33
5. Diamonds – 3:14
6. Heal Me – 4:22
7. It Ain't the Way – 3:23
8. Make It Go Away – 3:38
9. Destiny – 2:58
10. Sunny Day – 3:53
11. Only – 3:46
12. Into the Blue – 5:29
13. Romeo – 3:03
14. Fight 'Til Dying – 3:16
15. Wonderland – 5:38

Bonustitel (Gold Edition)
1. Nasty (Acoustic Bonus) – 2:41
2. Forever Yours (Nightliner Mix) – 5:55
3. Forever Yours (Acoustic Version) – 3:07
4. Fairytale Gone Bad (Acoustic Version) – 3:44

## Singleauskopplungen

### All Because of You
All Because of You war die erste Singleauskopplung des Albums und erschien im Herbst 2005 in Finnland. Der Song zeichnet sich durch einen mehrstimmigen Harmoniegesang sowie ruhigere Strophen und einen lebhafteren Refrain aus. Die Single wurde zunächst vom finnischen Radiosender SuomiPop gespielt und erreichte Platz 11 der finnischen Singlecharts.

### Romeo
Romeo, die zweite Single des Albums, erschien zunächst auch nur in Finnland und konnte sich dort auf Platz 4 der Charts platzieren. Er war einer der Songs, die als erstes aufgenommen wurden, auch wenn kurz vor der Aufnahme der Text komplett umgeschrieben wurde, da er Samu Haber missfiel. Es gehört zu den ruhigeren Stücken der Band.

### Fairytale Gone Bad
Mit Fairytale Gone Bad, der dritten Single, wurde die Band international bekannt. Die Melodie zum Song fiel Haber während einer Fahrt in der Straßenbahn in Helsinki ein. Das Lied beginnt in der ersten Strophe ruhig, nur Schlagzeug und Keyboard begleiten den Gesang. Mit dem Einsatz der E-Gitarre im Refrain wird das Stück rockiger. In dem Song geht es um eine gescheiterte Beziehung und die verbundenen Erinnerungen. Im Video sieht man die Band vor einer Mauer und auf einem Hausdach stehen, während ein Projektor Videos von einer Frau als Erinnerung abspielt. In Deutschland und Österreich erreichte der Song Platz drei der Singlecharts, in der Schweiz und in Finnland war der Song auf dem zweiten Rang platziert.

### Forever Yours
Forever Yours ist die vierte Singleauskopplung des Albums und erschien am 27. April 2007. Textlich behandelt es dasselbe Thema wie Fairytale Gone Bad, musikalisch ist es rocklastiger. In Deutschland kam der Song auf Platz 35, in Österreich auf Platz 42 und in der Schweiz auf Platz 82 der Hitparade. In Finnland platzierte sich der Songs zwar nicht in den Charts, wurde aber mit einer goldenen Schallplatte ausgezeichnet.

### Diamonds
Das Lied erschien am 9. Mai 2007 als fünfte Singleauskopplung des Albums. Im deutschsprachigen Raum fand die Single kaum Beachtung, in Finnland erreichte das Stück Platz 14 der Singlecharts.

### Heal Me
Der Song erreichte in Deutschland Platz 58 der Singlecharts, in Finnland stieg die Single bis auf Platz 16.

### Choose to Be Me
Die letzte Singleauskopplung des Albums, Choose to Be Me, wurde am 20. Februar 2008 veröffentlicht und erreichte Platz 24 in den deutschen sowie Platz 50 in den österreichischen Singlecharts. Der Song war außerdem Titelmelodie der 8. Staffel in der deutschen Ausgabe von Big Brother.

### Singles in den Charts
| Jahr | Titel              | Höchstplatzierung, Gesamtwochen, AuszeichnungChartplatzierungen (Jahr, Titel, , Platzierungen, Wochen, Auszeichnungen, Anmerkungen) | Höchstplatzierung, Gesamtwochen, AuszeichnungChartplatzierungen (Jahr, Titel, , Platzierungen, Wochen, Auszeichnungen, Anmerkungen) | Höchstplatzierung, Gesamtwochen, AuszeichnungChartplatzierungen (Jahr, Titel, , Platzierungen, Wochen, Auszeichnungen, Anmerkungen) | Höchstplatzierung, Gesamtwochen, AuszeichnungChartplatzierungen (Jahr, Titel, , Platzierungen, Wochen, Auszeichnungen, Anmerkungen) | Anmerkungen                                               |
| Jahr | Titel              | DE | AT | CH | FI | Anmerkungen                                               |
| ---- | ------------------ | --- | --- | --- | --- | --------------------------------------------------------- |
| 2006 | All Because of You | — | — | — | FI11 (2 Wo.)FI | Erstveröffentlichung: 15. Februar 2006                    |
| 2006 | Romeo              | — | — | — | FI4 (3 Wo.)FI | Erstveröffentlichung: 19. April 2006                      |
| 2006 | Fairytale Gone Bad | DE3 Platin · (73 Wo.)DE | AT3 (39 Wo.)AT | CH2 Gold · (67 Wo.)CH | FI2 Platin · (9 Wo.)FI | Erstveröffentlichung: 11. August 2006 Verkäufe: + 331.323 |
| 2007 | Forever Yours      | DE35 (12 Wo.)DE | AT42 (11 Wo.)AT | CH82 (2 Wo.)CH | FI— GoldFI | Erstveröffentlichung: 27. April 2007 Verkäufe: + 8.275    |
| 2007 | Diamonds           | — | — | — | FI14 (2 Wo.)FI | Erstveröffentlichung: 9. Mai 2007                         |
| 2007 | Heal Me            | DE58 (9 Wo.)DE | — | — | FI16 (1 Wo.)FI | Erstveröffentlichung: 12. September 2007                  |
| 2008 | Choose to Be Me    | DE24 (12 Wo.)DE | AT50 (6 Wo.)AT | — | — | Erstveröffentlichung: 20. Februar 2008                    |

## Rezeption

### Rezensionen
Adam Greenberg vergibt für Allmusic drei von fünf Sterne und bemängelt, dass Sunrise Avenue sich wenig Eigenes haben einfallen lassen und sich ihre Musik damit nicht von anderen Bands abhebt. Außerdem meint er, dass die Songs zwar gut arrangiert, die Texte aber nicht immer gut seien, was laut Greenberg typisch für Nicht-Muttersprachler sei.
Plattentests.de vergibt drei von zehn Punkte. Kritiker Christian Preußer meint, dass der Höhenflug von Sunrise Avenue früh aufhören werde, weil das Album viel zu langweilig sei.
Von cdstarts.de erhielt die Platte 4,5 von zehn Punkten. Kritiker Matthias Reichel schrieb, dass On the Way to Wonderland zwar sehr eingängig, dass das Album aber einfach zu brav sei, um Menschen mitreißen zu können. Außerdem spielten Sunrise Avenue einen Sound, den man laut Meinung des Kritikers schon tausend Mal gehört habe.
Susanne Lang gibt dem Album zwei von fünf Punkten. Sie meint, dass die Platte zwar viel Freude ausstrahle und sich damit von den meisten anderen finnischen Bands unterscheide, sich dafür aber völlig weichgespült anhöre und keinen Wiedererkennungswert besitze.

### Preise
Im Jahr 2008 erhielt die Band den European Border Breakers Award für die europäischen Verkaufs- und Tour-Erfolge des Albums außerhalb ihres Heimatlandes in den letzten zwölf Monaten.

## Kommerzieller Erfolg

### Chartplatzierungen
| ChartsChartplatzierungen | Höchstplatzierung | Wochen |
| ------------------------ | ----------------- | ------ |
| Deutschland (GfK)        | 12 (61 Wo.)       | 61     |
| Finnland (IFPI)          | 2 (51 Wo.)        | 51     |
| Österreich (Ö3)          | 5 (25 Wo.)        | 25     |
| Schweiz (IFPI)           | 15 (52 Wo.)       | 52     |

| ChartsJahrescharts (2007) | Platzierung |
| ------------------------- | ----------- |
| Deutschland (GfK)         | 32          |
| Österreich (Ö3)           | 44          |
| Schweiz (IFPI)            | 35          |

### Auszeichnungen für Musikverkäufe
On the Way to Wonderland verkaufte sich laut Quellen über 500.000 Mal, davon sind über 280.000 Einheiten mit Schallplattenauszeichnungen belegt.
| Land/Region         | Auszeichnungen für Musikverkäufe (Land/Region, Auszeichnung, Verkäufe) | Verkäufe |
| ------------------- | ---------------------------------------------------------------------- | -------- |
| Deutschland (BVMI)  | Platin                                                                 | 200.000  |
| Europa (IFPI)       | Silber                                                                 | (20.000) |
| Finnland (IFPI)     | Platin                                                                 | 47.613   |
| Griechenland (IFPI) | Gold                                                                   | 5.000    |
| Österreich (IFPI)   | Gold                                                                   | 15.000   |
| Schweiz (IFPI)      | Gold                                                                   | 15.000   |
| Insgesamt           | 1× Silber · 3× Gold · 2× Platin ·                                      | 282.613  |